# Dagen H

Logo dagen H

Dagen H (dzień H) – dzień, w którym w Szwecji zmieniono organizację ruchu drogowego z lewostronnej na prawostronną. Była to niedziela 3 września 1967, dokładnie o godzinie 5:00 rano. Litera H to skrót szwedzkiego wyrazu Högertrafik, który oznacza „ruch prawostronny”.

## Historia

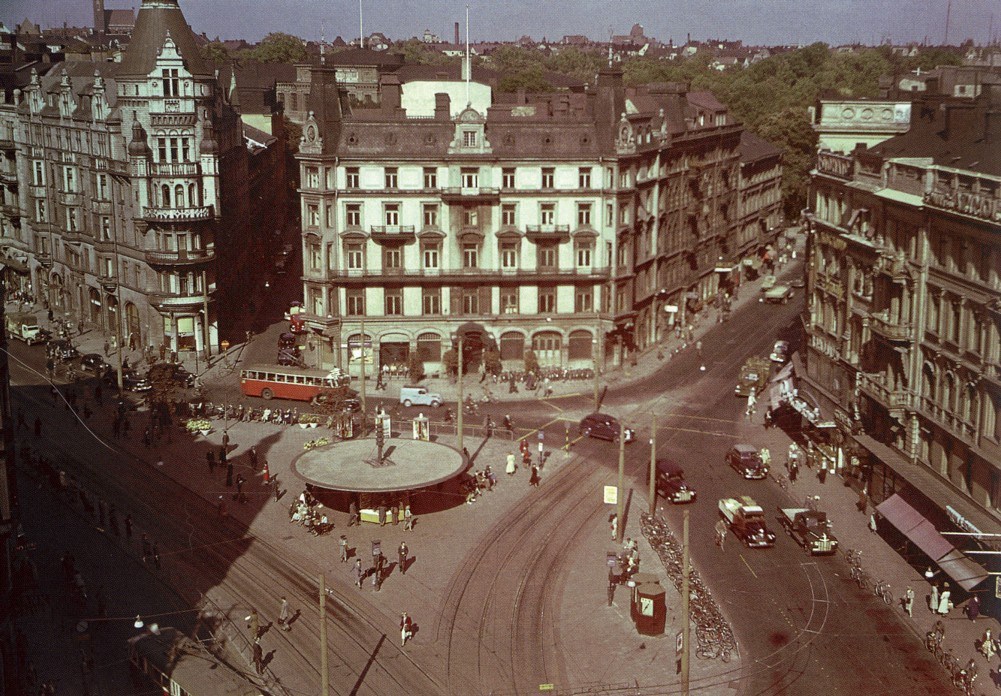
Ruch lewostronny w Sztokholmie, ok. 1938

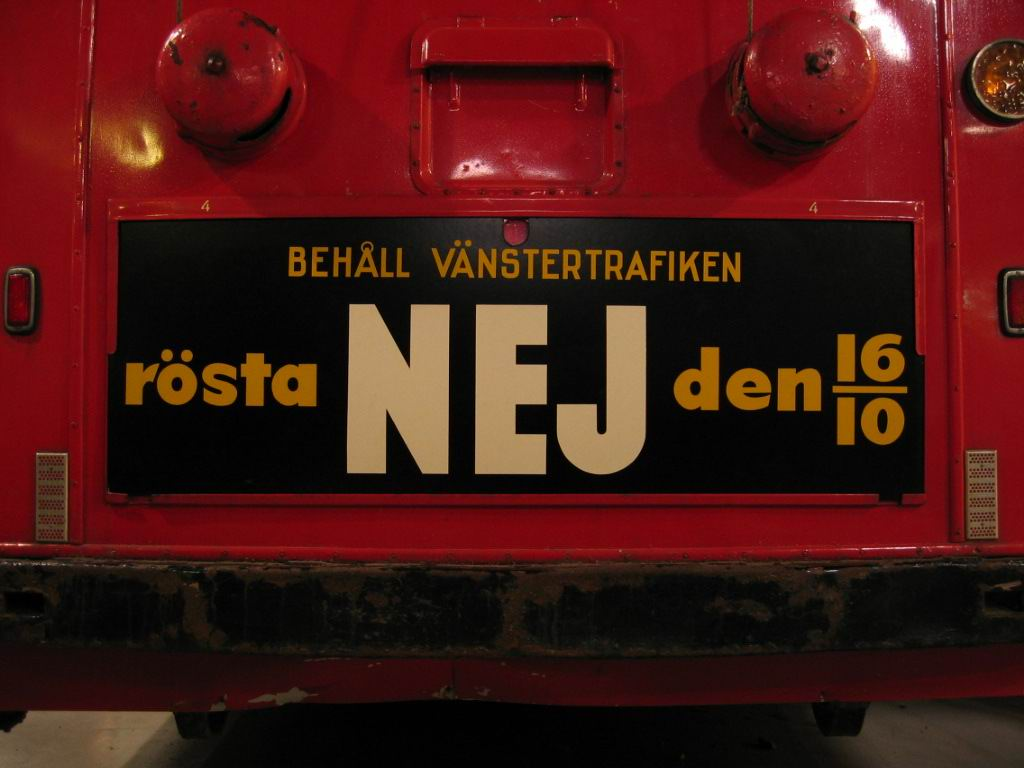
Reklama na tyle sztokholmskiego trolejbusu wzywająca do głosowania przeciw zmianie organizacji ruchu, w referendum z 16 października 1955

Pierwsze regulacje ruchu drogowego w Szwecji z 1718 roku ustanowiły ruch prawostronny. Nie obowiązywały długo, gdyż już w 1734 wprowadzono ruch lewostronny, obowiązujący przez następne ponad 230 lat.
W 1927, a następnie w późniejszych latach, podejmowano próby zmiany na ruch prawostronny.
Decyzja o zmianie organizacji ruchu drogowego została podjęta przez szwedzki parlament 10 maja 1963, stosunkiem głosów 294:50. Była ona jednak bardzo niepopularna wśród obywateli. Wcześniej, w referendum przeprowadzonym 16 października 1955 roku, zdecydowana większość (82,9%) opowiedziała się przeciw takiej zmianie. By przekonać Szwedów, rząd prowadził, przy pomocy psychologów, specjalny program edukacyjny, który trwał 4 lata.
Parlament podjął taką decyzję z dwóch powodów:
- we wszystkich krajach sąsiadujących ze Szwecją obowiązywał ruch prawostronny,
- większość Szwedów, nawet 90%, miała importowane samochody z kierownicą po lewej stronie[2] (podczas wyprzedzania w ruchu lewostronnym – przy usytuowaniu kierownicy po lewej stronie – możliwość sprawdzenia czy z naprzeciwka nie nadjeżdża jakiś pojazd jest mocno ograniczona, co powoduje zwiększone ryzyko poważnych wypadków drogowych).

## Przygotowania i przebieg

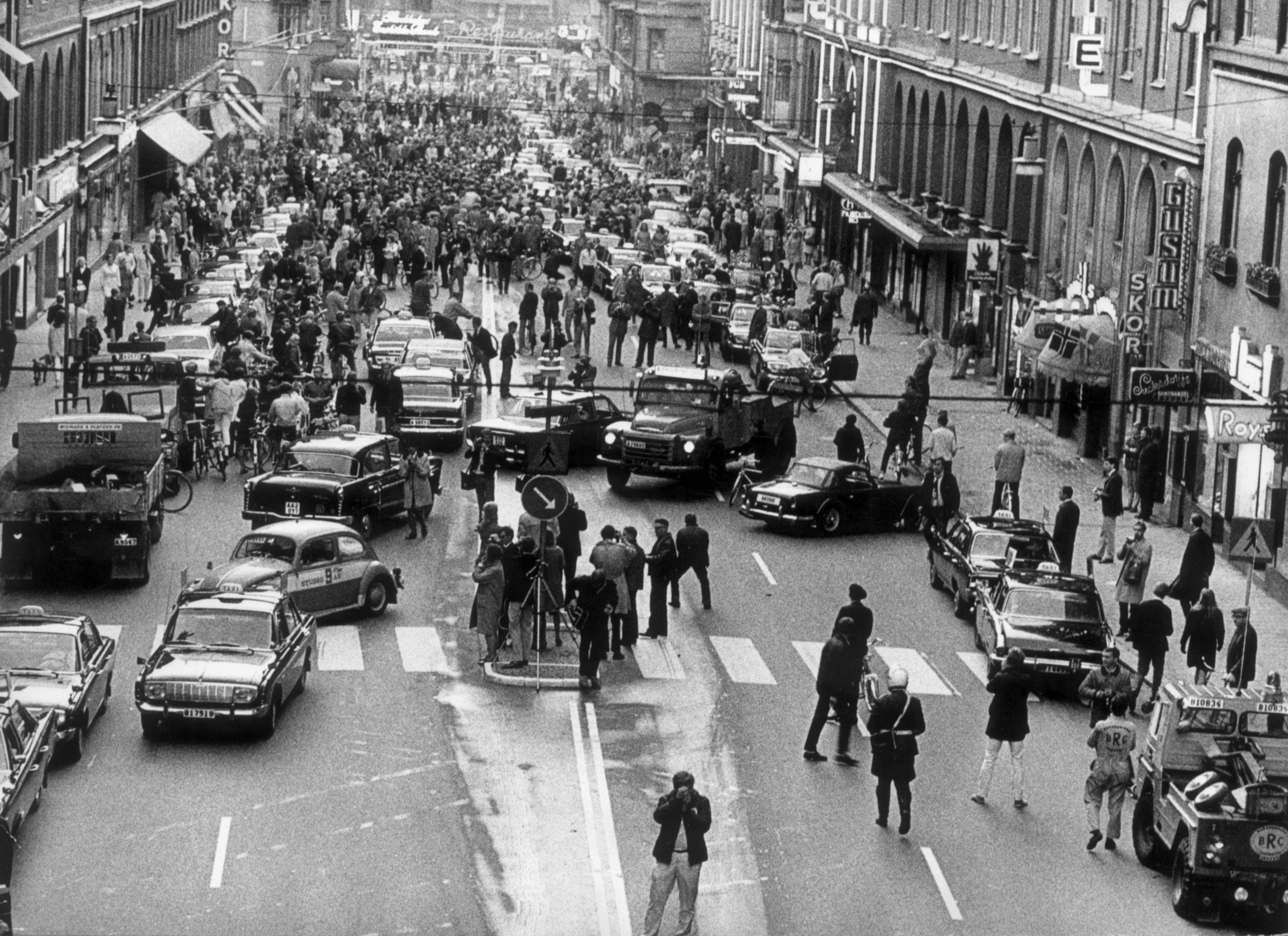
Moment zmiany organizacji ruchu: 3 września 1967, ulica Kungsgatan w Sztokholmie

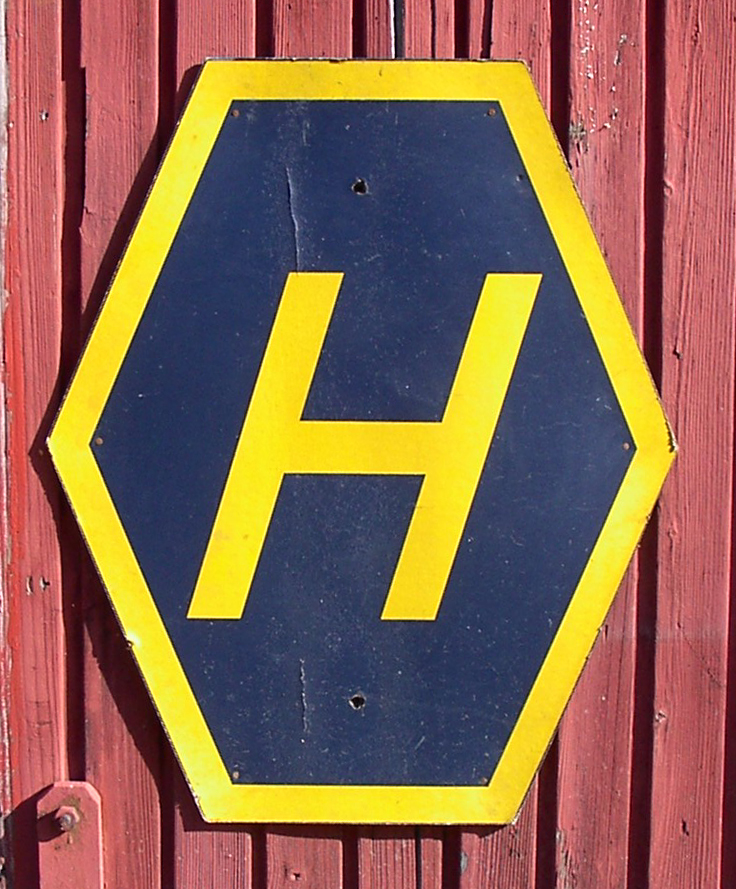
Znak drogowy używany w 1967, aby przypominać szwedzkim kierowcom o zmienionym kierunku ruchu

Jednocześnie wszystkie służby rozpoczęły przygotowania do tej skomplikowanej operacji. Na każdym skrzyżowaniu zamontowano dodatkową sygnalizację świetlną oraz odpowiednie znaki drogowe, które do Dagen H owinięte były czarnym materiałem. Na drogach wymalowano także nowe linie w kolorze białym, które przykryte zostały czarną taśmą. Do Dagen H używano linii w kolorze żółtym. W dniu, w którym nastąpiła zmiana organizacji ruchu, o odpowiedniej godzinie w całym kraju odsłonięto nowe znaki drogowe, zasłaniając jednocześnie stare, które później zlikwidowano. Poza skrzyżowaniami duży problem stanowiły ulice jednokierunkowe, których układ musiał się zmienić wraz ze zmianą organizacji ruchu.
Musiano dokonać też pewnych zmian w organizacji komunikacji zbiorowej – kupiono około tysiąca autobusów z drzwiami po prawej stronie. Ponadto 8 tysięcy starych autobusów dostosowano do ruchu prawostronnego poprzez wmontowanie drzwi z prawej strony. Zlikwidowana została sieć tramwajowa w Helsingborgu oraz znacznie ograniczono sieci w Malmö i w Sztokholmie, pozostawiając jedynie linie podmiejskie. Modyfikacji wymagała również infrastruktura komunikacji zbiorowej – przede wszystkim przebudowy wszystkich przystanków na znajdujące się z prawej strony pojazdów. We wszystkich prywatnych samochodach, nawet w tych mających już kierownicę z lewej strony, trzeba było ustawić przednie światła tak, by po zmianie kierunku ruchu nie oślepiały nadjeżdżających z przodu kierowców.
Na Dagen H wybrano nieprzypadkowo wczesne godziny poranne weekendu, ponieważ wówczas ruch drogowy jest najmniejszy. Dodatkowo wprowadzono zakaz ruchu na drogach między godziną 1:00 a 6:00 rano, poza niezbędnymi w tym czasie przemieszczeniami. W Sztokholmie ograniczenia w poruszaniu się były jeszcze większe, ponieważ ekipy drogowców musiały poprawić więcej skrzyżowań. Ograniczenia ruchu w stolicy dotyczyły okresu od 10:00 w sobotę do 15:00 w niedzielę. Kierowcy poruszający się wówczas po drogach musieli o godzinie 4:50 w niedzielę się zatrzymać i w ciągu 10 minut przejechać na przeciwny pas ruchu. O godzinie 5:00 mogli ruszyć dalej, ale już zgodnie z nowymi zasadami.
Ostatecznie zmiana ruchu z lewostronnego na prawostronny została zakończona powodzeniem. W poniedziałek po dagen H zanotowano jedynie 125 wypadków samochodowych, czyli mniej niż zwykle w ten dzień tygodnia (dotychczas było to od 130 do 198 wypadków). Nie zanotowano żadnego śmiertelnego wypadku, który mógłby być spowodowany tą zmianą. Wydaje się jednak, że wielu starszych kierowców zrezygnowało w ogóle z prowadzenia samochodu, gdyż uznało, że nie poradzą sobie z nowymi zasadami ruchu.
Przejście Szwecji na ruch prawostronny w 1967 zapoczątkowało w tym kraju obowiązek używania zewnętrznych świateł samochodowych przez całą dobę. Na początku w ciągu dnia wymagano tylko pozycyjnych, po 10 latach uznano je za niewystarczające i nakazano używania świateł mijania.